# Istočnohumski dijalekt
Istočnohumski dijalekt naziv je za pretpostaljeni izumrli dijalekt štokavskog narječja. Riječ je o ijekavskom, štakavskom dijalektu kojim se govorilo na području istočnog Huma. Ovaj istočnoštokavski dijalekt u starini nije bio vrlo udaljen od zapadnoštokavskih dijalekata.
Smatra se kako su se izumrli istočnohumski, poneretvanski i dubrovački dijalekt razvili u današnji istočnohercegovačko-krajiški dijalekt.
Termin povijesnog istočnohumskog dijalekta u hrvatsku dijalektologiju uveo je Dalibor Brozović.